# Carlo Cudicini
Carlo Cudicini (Milán, Italia, 6 de septiembre de 1973) es un exfutbolista italiano que se desempeñaba como guardameta.
Se formó en las categorías menores del AC Milan, club donde nunca llegó a ganarse un sitio, aunque fue parte del Milan que disputó la final de la Liga de Campeones, cayendo por 1-0 ante el Olympique de Marsella francés, en 1993.
Después de jugar en el AC Prato, la Lazio y el Castel di Sangro, en 1999 llega al fútbol inglés, específicamente al Chelsea. Primero fue portero suplente de Ed de Goey (1998-2003), pero su salida en 2003 le dio la titularidad absoluta, llegando a semifinales de la Champions League y al subcampeonato de liga.
Posteriormente, con la llegada de José Mourinho como entrenador, y Petr Čech al pórtico blue, Cudicini vuelve a la suplencia, situación que se mantuvo hasta que el 26 de enero del 2009 ficha gratis con el Tottenham Hotspur.
El 1 de enero de 2013, ficha por el Los Angeles Galaxy de la MLS.
En marzo de 2015, Cudicini se incorporó al cuerpo técnico de la selección sub-21 de fútbol de la República de Irlanda como entrenador de porteros.
En julio de 2016, Cudicini regresó al Chelsea para convertirse en embajador del club y asistente del nuevo entrenador del primer equipo, Antonio Conte.
En 2019, regresó al Chelsea como entrenador de porteros.

## Selección nacional
No ha sido internacional absoluto, pero sí con la Selección de fútbol de Italia Sub-21, donde jugó 1 partido internacional.

## Clubes
| Club               | País           | Año       |
| ------------------ | -------------- | --------- |
| AC Prato           | Italia         | 1995-1996 |
| SS Lazio           | Italia         | 1996-1997 |
| Castel di Sangro   | Italia         | 1997-1999 |
| Chelsea FC         | Inglaterra     | 1999-2009 |
| Tottenham Hotspur  | Inglaterra     | 2009-2012 |
| Los Angeles Galaxy | Estados Unidos | 2013      |

## Palmarés

### Campeonatos nacionales
| Título              | Club       | País       | Año  |
| ------------------- | ---------- | ---------- | ---- |
| FA Cup              | Chelsea FC | Inglaterra | 2000 |
| Community Shield    | Chelsea FC | Inglaterra | 2000 |
| Premier League      | Chelsea FC | Inglaterra | 2005 |
| Football League Cup | Chelsea FC | Inglaterra | 2005 |
| Premier League      | Chelsea FC | Inglaterra | 2006 |
| FA Cup              | Chelsea FC | Inglaterra | 2007 |
| FA Cup              | Chelsea FC | Inglaterra | 2009 |

### Distinciones individuales
| Distinción            | Año  |
| --------------------- | ---- |
| Premio Guantes de oro | 2003 |